# 宋虎聲

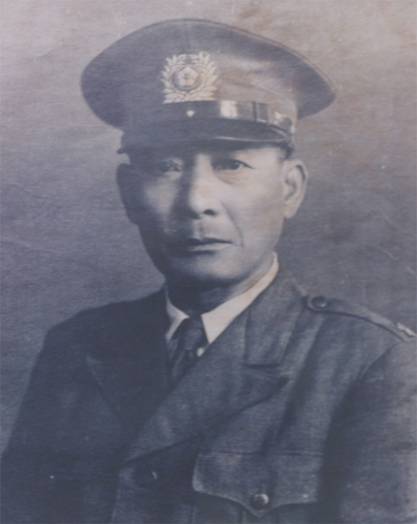
宋虎聲戎裝照

宋虎聲（韓語：송호성，1889年11月20日—1959年3月24日），日本占领时期朝鮮的独立運動家、大韓民国軍人。本名宋虎。

## 生平
小学毕业后就前往中国参加独立軍、中国軍队、光復軍等组织，转战四方，并成为中国地方軍阀，任光復軍第2支隊少将支隊長。日本投降后回国，在柳東悦的建议下参加了朝鲜警备士官学校的考试，成为二期生。1946年10月17日授少校军衔（軍号156），接替金白一代理第3团团长（第2任）。
宋虎聲作为金九部下光復軍出身，1946年12月13日担任南朝鮮国防警備隊总司令官（第2任），任至1948年11月20日。1947年5月至10月期间兼任韩国陆军官校校長。他因是光復軍出身的中国系首脑，作为大韩民国国军建軍初期的总司令，期间所作的贡献遭到淡化。
1948年10月19日、麗水-順天事件发生，国防部長李範奭任命宋虎聲为围剿司令官，在21日前往光州负责镇压。叛军镇压战斗司令部设在光州的第5旅旅部内，情報局長兼参謀長白善燁、战斗情报课长金點坤少校等幕僚辅助宋虎聲进行作战、情报、战备等工作。当时的朴正熙少校也在司令部中任作战辅佐官。
1949年3月、宋虎聲任護國軍司令官。5月、任第7步兵師師長。7月、任第2步兵師師長兼长白山地区战斗司令官。
1950年2月在参謀学校进修。6月10日出任青年防衛隊（後備軍）顾问团团长。6月25日朝鲜战争爆发，朝鮮人民軍迅速攻占汉城，9月27日在汉城桂洞，宋虎聲被朝鮮人民軍绑架后，在10月2日送到平壤。宋虎聲在4日下午一時廣播電台發表聲明，宣布脫離韓國國軍而歸順人民軍、率领韓國軍戰俘組成“人民義勇軍”，协助人民军作战。
1954年朝鮮政府以国际间谍和反革命分子将其逮捕。1958年被流放到平安南道阳德郡，1959年3月24日脑出血死亡。2003年，他在平壤的墓地才為人所知。